# Olof Olai Rudbeck
Olof Olai Rudbeck, também conhecido por Olaus Rudbeckius o Jovem (Uppsala, 15 de Março de 1660 — Uppsala, 23 de Março de 1740) foi um médico, explorador e naturalista sueco. Foi filho de Olof Johannis Rudbeck, também médico e professor em Uppsala.

## Biografia
Educado pelo seu pai, formou-se em Medicina na Universidade de Uppsala, defendendo em 1686 a tese intitulada De propagatione plantarum (Da propagação das plantas). Nesse mesmo ano começou a trabalhar como adjunto (assistente) no ensino da Medicina, mas no ano seguinte iniciou uma viagem pela Europa que o levou à Grã-Bretanha, à Alemanha e aos Países Baixos. Depois de obter em 1690 o doutoramento na Universidade de Utreque, nos Países Baixos, em 1691 regressou à Suécia. Em 1692 sucedeu a seu pai numa cátedra de Medicina e de Botânica da Universidade de Uppsala, revelando-se um excelente botânico e ornitologista.
Os seus interesses na História Natural levaram-no em 1695 a integrar uma viagem de exploração à Lapónia, incorporando-se na expedição patrocinada pelo rei Carlos XI da Suécia. Nessa expedição o seu objectivo era o estudo da história natural, em especial das regiões montanhosas. Tinha a intenção de publicar as conclusões da sua obra em 12 volumes, que estavam preparados para edição quando em 1702 um grande fogo atingiu Uppsala, destruindo a sua casa e a sua obra inédita. Assim, da viagem resultou apenas um volume publicado em 1701 (Nova Samoland, sive Lapponia illustrata), contendo um álbum colorido com 250 gravuras de aves, flores e paisagens, obra que o imortalizou.
Continuando as especulações linguísticas iniciadas por seu pai, por volta de 1700 abandonou os estudos de história natural e dedicou-se à linguística, pretendendo estabelecer uma relação entre a língua lapônica e o hebraico.
Em reconhecimento pelos seus estudos, e postumamente dos de seu pai, foi elevado à nobreza  em 1719, como "fidalgo naturalizado" (família de Rudbeck, n.º 1637), e em 1739 foi nomeado médico da casa real.
O seu aluno, e tutor dos seus filhos, o botânico Carl Linnaeus (1707-1778), em sua honra, deu a um género botânico o nome de Rudbeckia e descreveu muitas das espécies constantes das suas gravuras.
A sua irmã, Wendela, casou com Peter Olai Nobelius e desse casamento descende a família Nobel, incluindo Ludvig Nobel, fundador da Nobelbra, e Alfred Nobel, instituidor do Prémio Nobel.

## Obras mais notáveis
- Lapponia illustrata (Uppsala, 1701)
- Ichthyologia biblica (Uppsala, 1705)